# 流量套餐
流量套餐是移动互联网服务提供商（通称运营商）提供的移动互联网数据连接的订阅计划。 

## 套餐额度
流量套餐通常由运营商与其服务用户之间的合约规定。该合约规定了用户一个月内的封顶流量，通常以兆字节（MB）或吉字节（GB）为单位。若用户所使用的流量超出了套餐覆盖范围，大多数运营商仍能提供互联网连接，但根据地区不同，需要按照超出的数据量收取额外的费用。

### 不限量套餐
自从美国运营商T-Mobile首次推出无限流量计划以来，不限量套餐的使用户大幅增加。这些套餐并不为用户设置数据用量限制，而是设定一个限速门槛，当数据用量超过此门槛时，就会降低该用户的网络速度。无限流量套餐的费用通常比传统的数据套餐高出很多。 对无限流量套餐施加速度限制，主要是为了避免干扰同基站下其他用户正常使用网络，也是为了打击对网络资源的滥用，例如DDoS攻击。

### 额外流量使用带来的费用
大多数情况下，当用户使用套餐外流量时，用户和运营商都会因此产生额外费用，主要被用来提升用户的使用体验。运营商此而产生的大部分费用会部分或全部转嫁给终端用户。

#### 用户
当用户使用的流量超出套餐规定，就需要支付额外费用。该费用相较于套餐内流量通常较高，从而阻止用户过多使用流量并导致运营商亏损。某些套餐不提供套餐外流量，这种情况下，用量超出套餐通常会导致上网服务被关闭。

#### 运营商
运营商需要为额外的数据使用承担成本，因为额外的流量使用会对网络整体承载量造成压力。大量同一地区的用户同时使用流量会导致该地区的基站过载，进而降低所有用户的使用体验。修建更多基站是简单的解决办法，但会导致更高的成本，并且在网络负载不高时并无任何意义。